# Burgstall Hubertusfelsen
Der Burgstall Hubertusfelsen ist eine ehemalige hochmittelalterliche Adelsburg, die über der Ortschaft Unteremmendorf am oberen Rand des Altmühltales in der Gemeinde Kinding im oberbayerischen Landkreis Eichstätt in Bayern liegt. Von der Filialkirche St. Nikolaus in Unteremmendorf liegt der Burgstall ca. 1000 m in  westlicher Richtung. Die Ministerialenburg ist heute fast vollkommen abgegangen, nur noch sehr wenige Reste zeugen von ihr. 
Der Burgstall ist jederzeit frei zugänglich.

## Geographische Lage

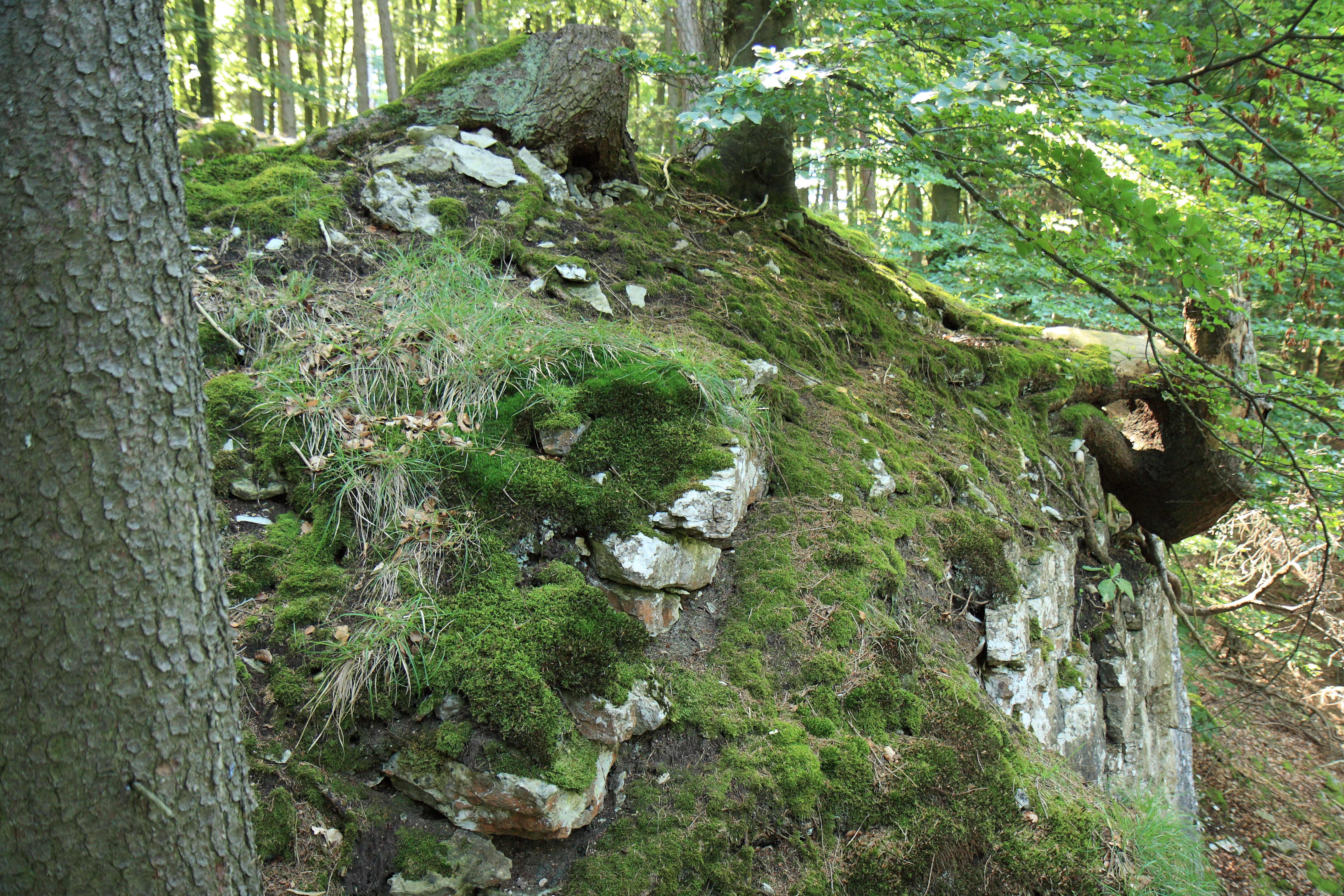
Bild 2: Mauerrest der Ringmauer an der westlichen Seite des Burgstalls

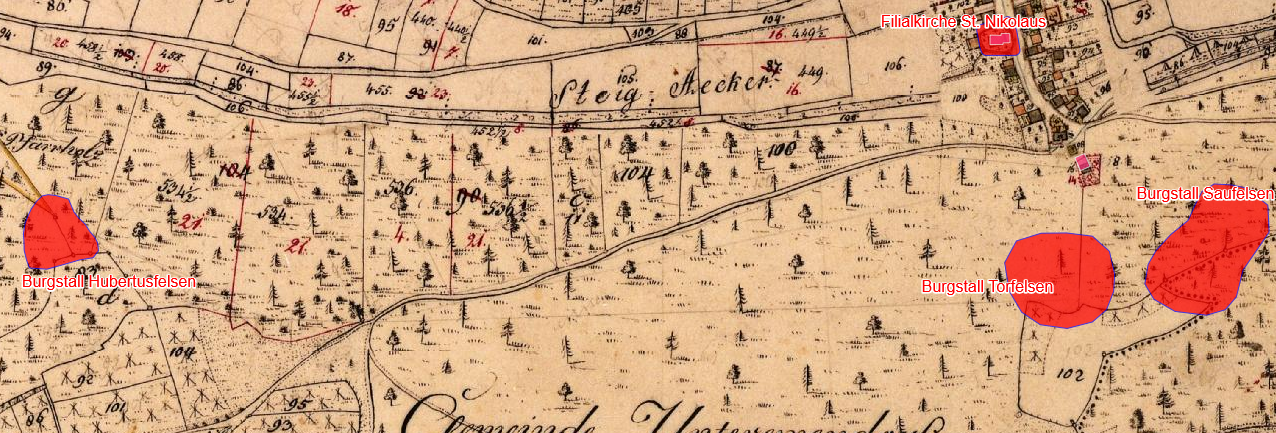
Lageplan von Burgstall Hubertusfelsen, Burgstall Torfelsen und Burgstall Saufelsen auf dem Urkataster von Bayern

Die ehemalige Höhenburganlage befindet sich im südlichen Teil der Fränkischen Alb im Naturpark Altmühltal. Sie liegt circa 100 Höhenmeter über dem Tal der Altmühl auf einem nach Norden vorspringenden Ausläufer des Kühberges am südlichen Talrand des mittleren Altmühltales etwa 975 Meter westsüdwestlich der Kirche Sankt Nikolaus in Unteremmendorf oder etwa 3.150 Meter südöstlich von Kinding.
In der Nähe des Burgstalls Hubertusfelsen befinden sich noch weitere ehemalige mittelalterliche Burgen, ungefähr 1.000 Meter östlich der Burgstall Torfelsen mit seinem beachtlichen Felstor und weitere 200 Meter östlich davon der Burgstall Saufelsen, alle drei waren vermutlich Burgen der gleichen Adelsfamilie. Wenige Kilometer nordöstlich liegt ein weiterer Burgstall bei dem Dorf Paulushofen, nördlich die Burg Hirschberg, westlich die Burgruine Rumburg bei Enkering und südsüdwestlich die Burg Kipfenberg über der gleichnamigen Ortschaft.

## Geschichte der Burg
Über den Erbauer und die Erbauungszeit der Burg auf dem Hubertusfelsen liegen heute noch keine genauen Erkenntnisse vor. Vermutlich wurde sie, wie die beiden benachbarten Burgen am Torfelsen und die auf dem Saufelsen, von der 1119 erstmals erwähnten Ministerialenfamilie der Emmendorfer errichtet. Sie waren Ministeriale des Hochstift Eichstätt. Das Dorf Emmendorf, nach dem sich die Emmendorfer nannten, liegt unmittelbar benachbart der ehemaligen Burganlagen.
Da die Emmendorfer mehrere Wappen führten, wahren wohl alle drei Burgen in ihren Besitz, auf denen je eine Seitenlinie der Familie saß. Die Burg auf dem Hubertusfelsen, deren historischer Name, wie die der anderen beiden Burgen, nicht bekannt ist, war wahrscheinlich die jüngste Anlage der Emmendorfer.
Aufgegeben wurden die Burgen wohl nach dem Aussterben der Familie nach 1506.
Heute ist die Stelle der abgegangenen Burg dicht bewaldet, erhalten hat sich nur der Burggraben und geringe obertägige Mauerreste der Ringmauer und eines vermutlich turmförmigen Gebäudes.
Erreicht werden kann der Burgstall heute durch einen Wanderweg, eine Informationstafel auch über den Burgstall Hubertusfelsen befindet sich am östlich benachbarten Burgstall Torfelsen.
Das vom Bayerischen Landesamt für Denkmalpflege als „Burgstall des hohen und späten Mittelalters“ erfasste Bodendenkmal trägt die Denkmalnummer D-1-7034-0121.

## Beschreibung
Die ehemalige Höhenburg liegt in Talrandlage nur wenige Meter unterhalb der Hochfläche auf einem markanten, aus dem Talrand nach Norden in das Tal der Altmühl vorspringenden Felsplateau. Dieses Plateau fällt nach Westen (Bild 9) und Norden einige Meter senkrecht ab und geht dann wie die gesamte Ostseite des Burgplatzes in steil abfallenden Hang über, der bis zum Talgrund hinabreicht. An der Südseite steigt dagegen die Hochfläche zum Kühberg leicht an, so dass hier zum Schutz der Burg ein breiter und tiefer Graben angelegt werden musste.
Die Fläche dieser relativ kleinen Spornburg ist von dreieckiger Form und ist etwa 45 Meter Lang und hat eine maximale Breite von 25 Meter.
Die Stelle der ehemaligen Burganlage wird durch eine etwa zwei Meter abfallende Geländeböschung (Bild 4) in einen höher liegenden südlichen Bereich (Bild 1 und 4), und in einen tiefer liegenden Bereich an der Spitze des Felsens im Norden (Bild 7 und 8) geteilt.
Im südlichen Bereich, der eine trapezförmige Fläche besitzt, stand an der Geländeböschung anschließend ein quadratisches, wohl turmförmiges Gebäude, von ihm sind noch Grundmauerreste zu sehen (Bild 3 und 5). Dieser Bereich musste zur leicht höher liegenden und ansteigenden Fläche vor der Burg durch einen in den Fels gehauenen halbrunden Halsgraben (Bild 1 und 6) gesichert werden. Dieser Graben ist heute noch etwa vier Meter Tief und sechs bis acht Meter Breit.
Zum Halsgraben hin und an der Westseite ist in diesen Bereich der Burg noch ein etwa 0,50 Meter hoher Steinwall zu sehen, der Rest der verstürzten Ringmauer. Von ihr sind auch noch wenige Mauerreste an der Westseite (Bild 2) erhalten. Dieser Bereich der Burg bestand wohl aus einem ummauerten Hof mit einem Wohnturm im Zentrum.
Im niedriger liegenden Bereich sind heute keine Bebauungsreste mehr erhalten.

## Bilder des Burgstalls

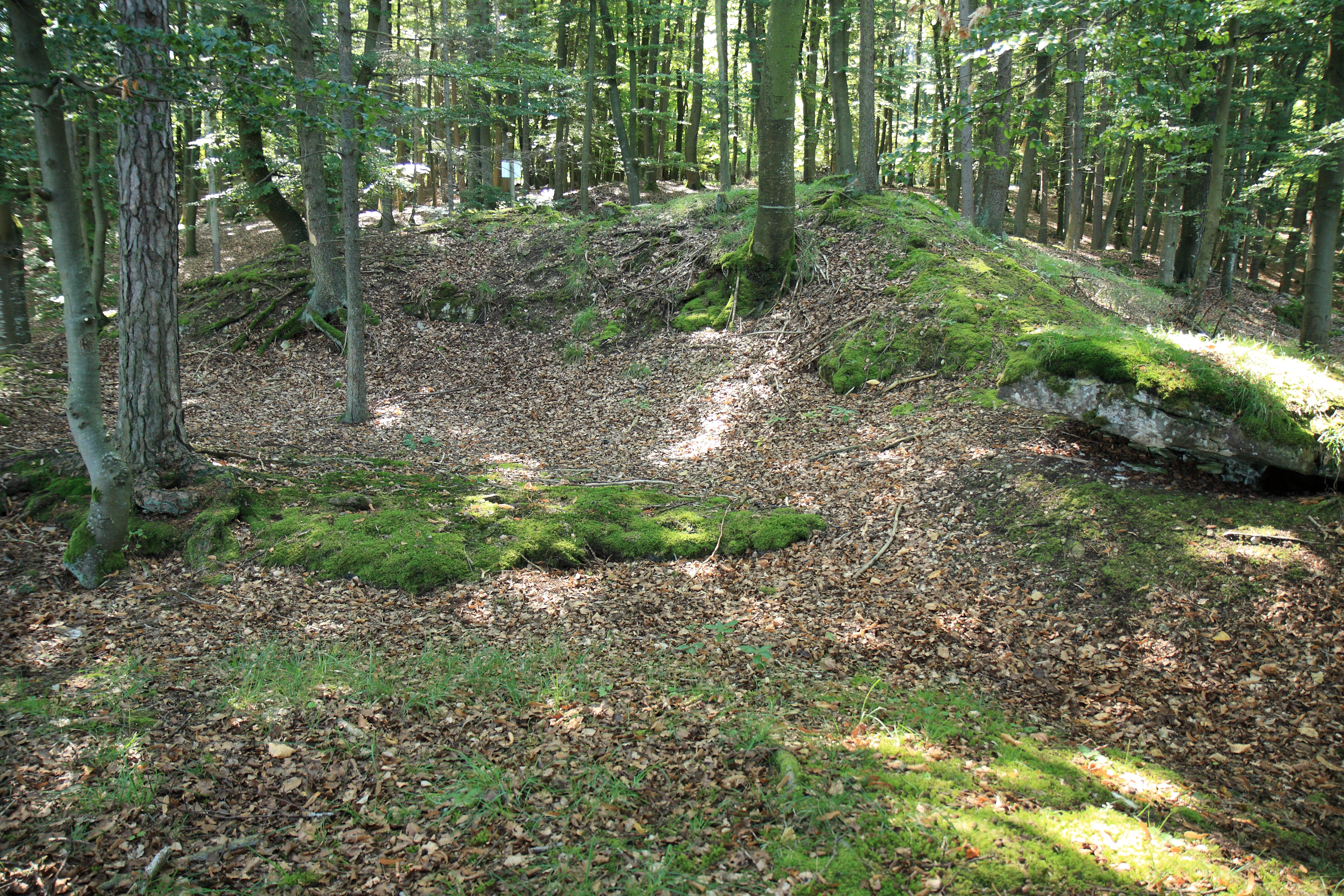
Bild 4: Geländestufe, die den Bereich der Burg in zwei Ebenen teilt
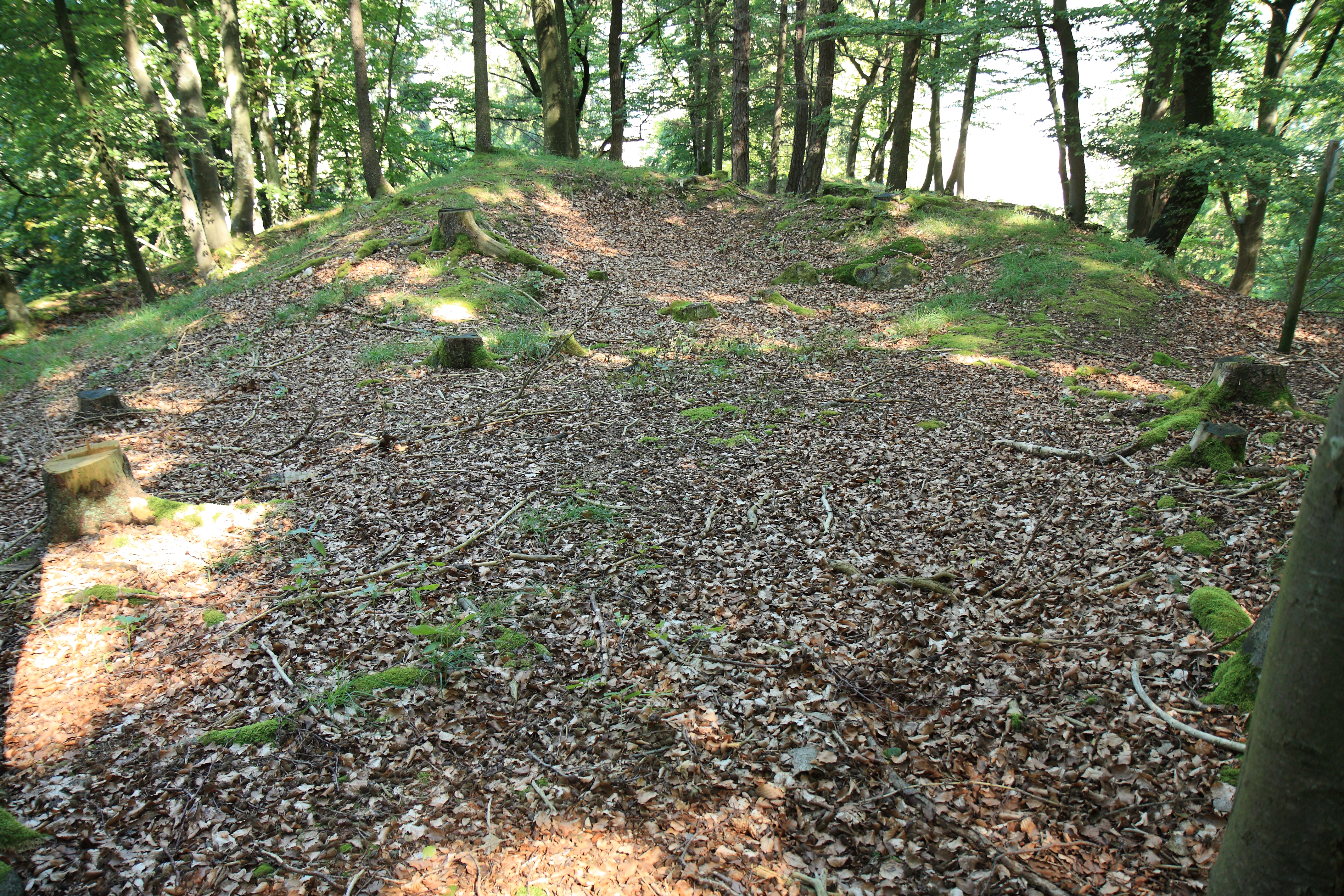
Bild 5: Die höchste Stelle des Burgstalls mit Grundmauerrest eines vermutlich turmförmigen Gebäudes
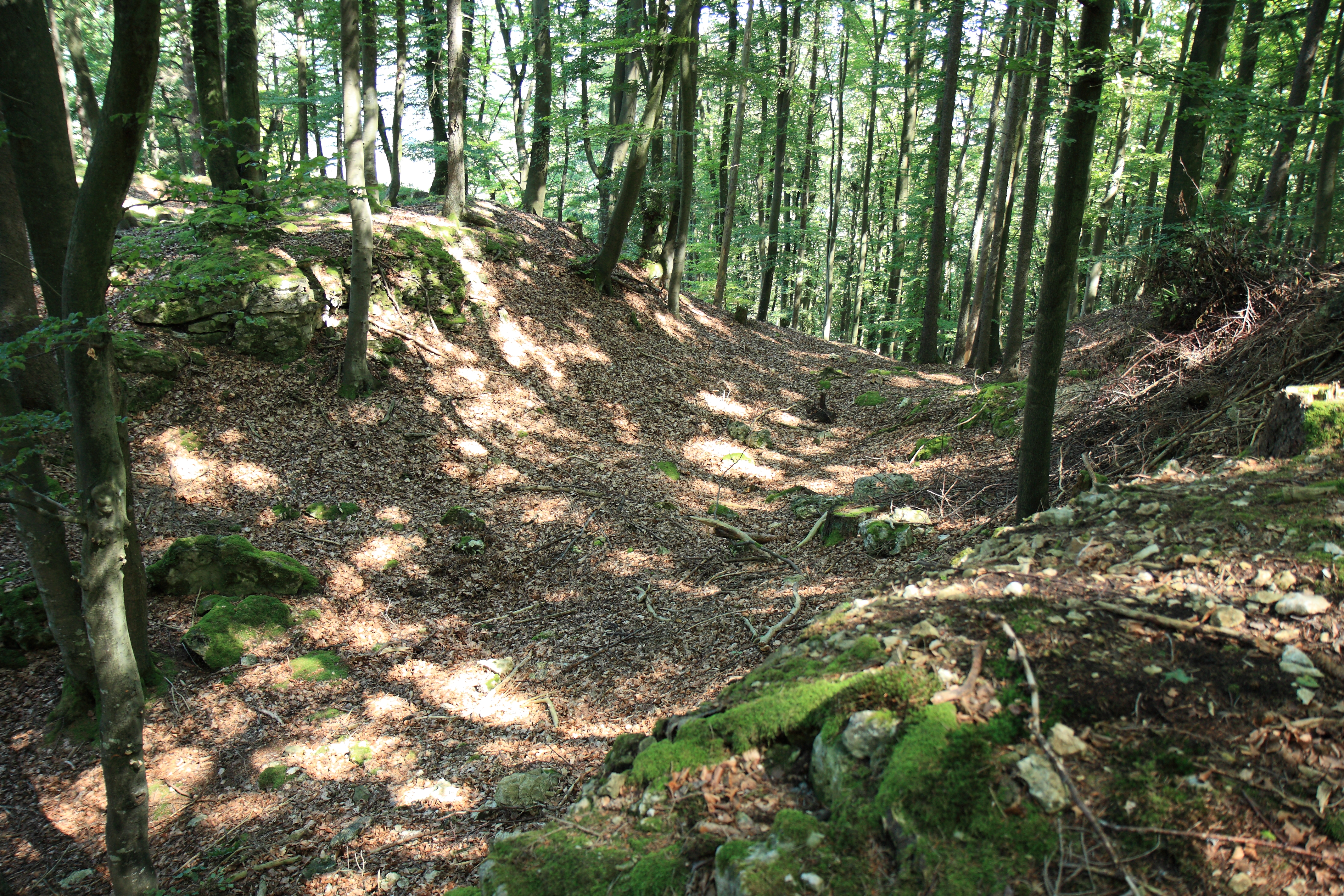
Bild 6: Halsgraben des Burgstalls, links der Bereich der Burg
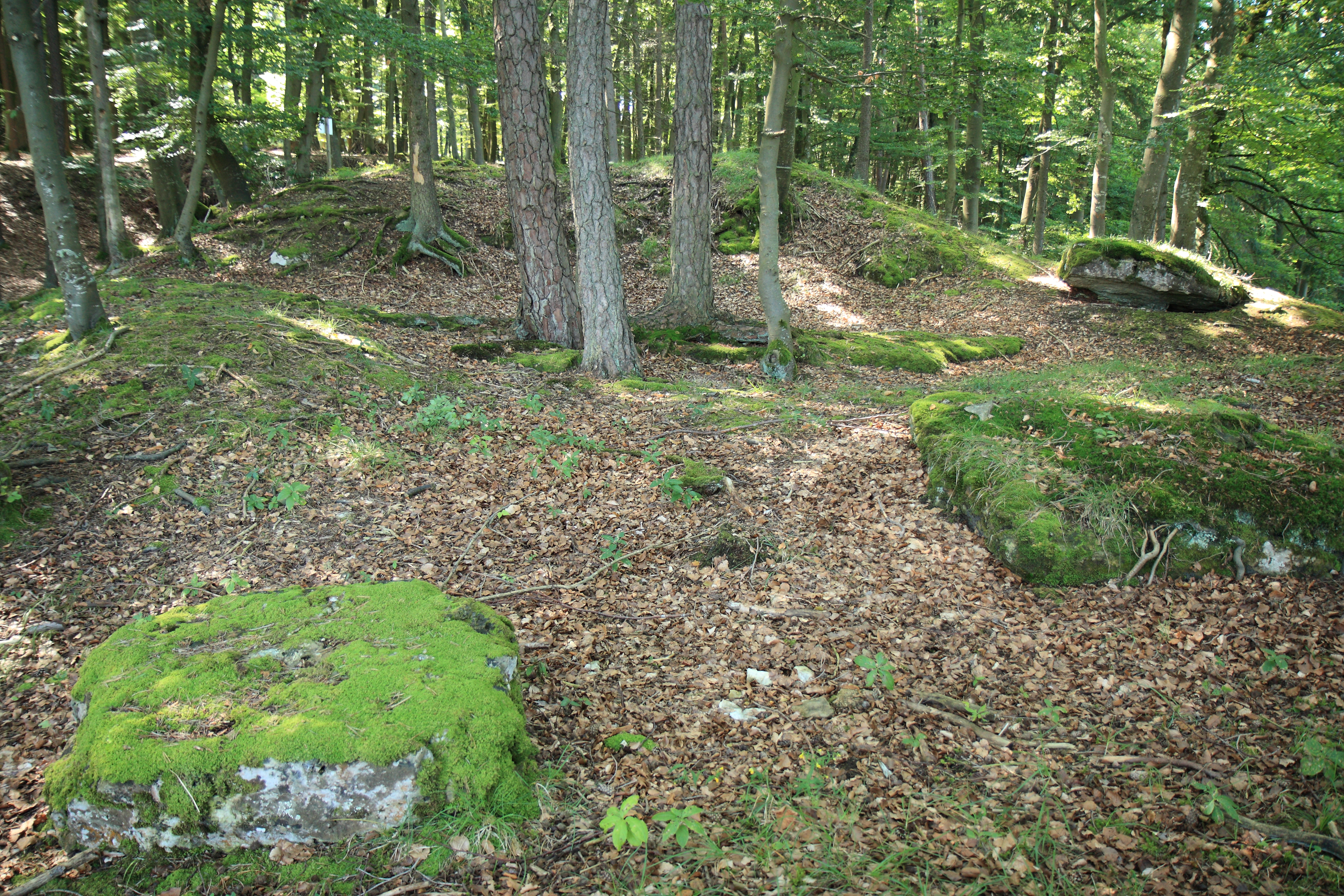
Bild 7: Niedriger liegender Bereich der Burg an der Spitze des Burgfelsens
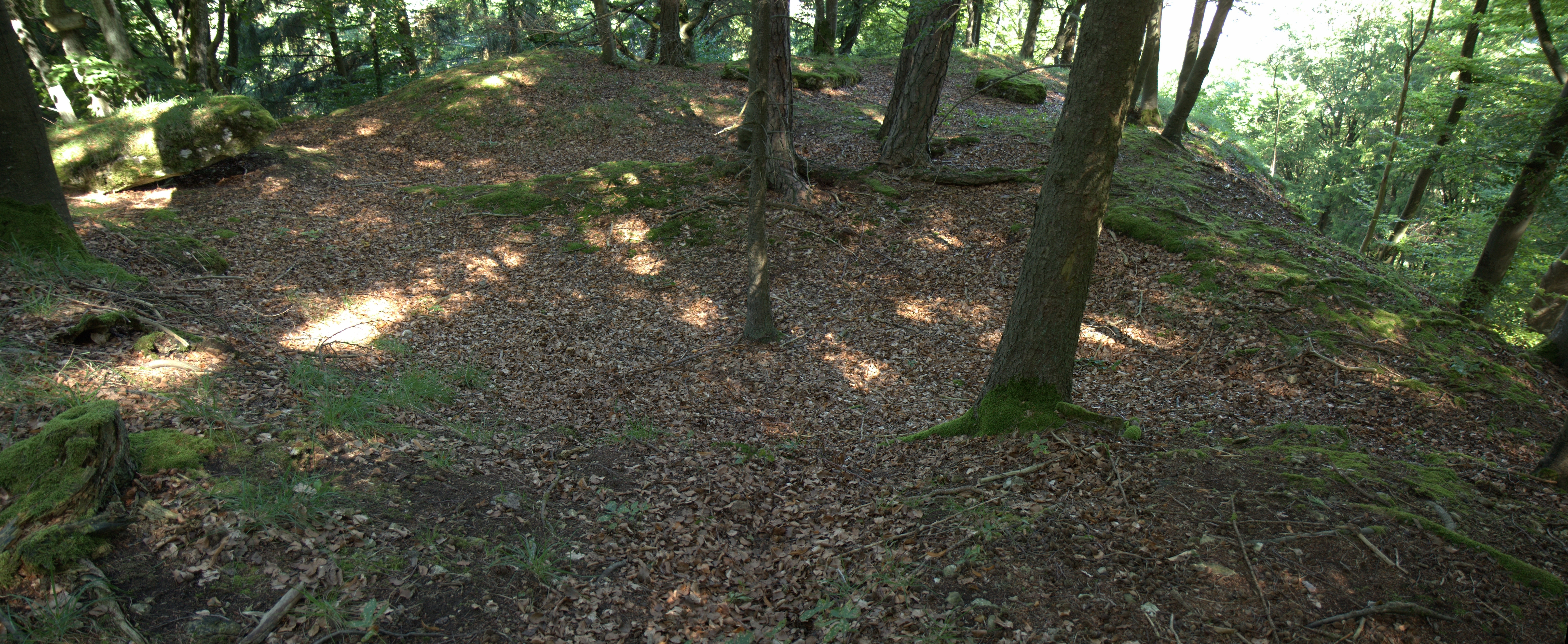
Bild 8: Nordspitze des Burgbereiches
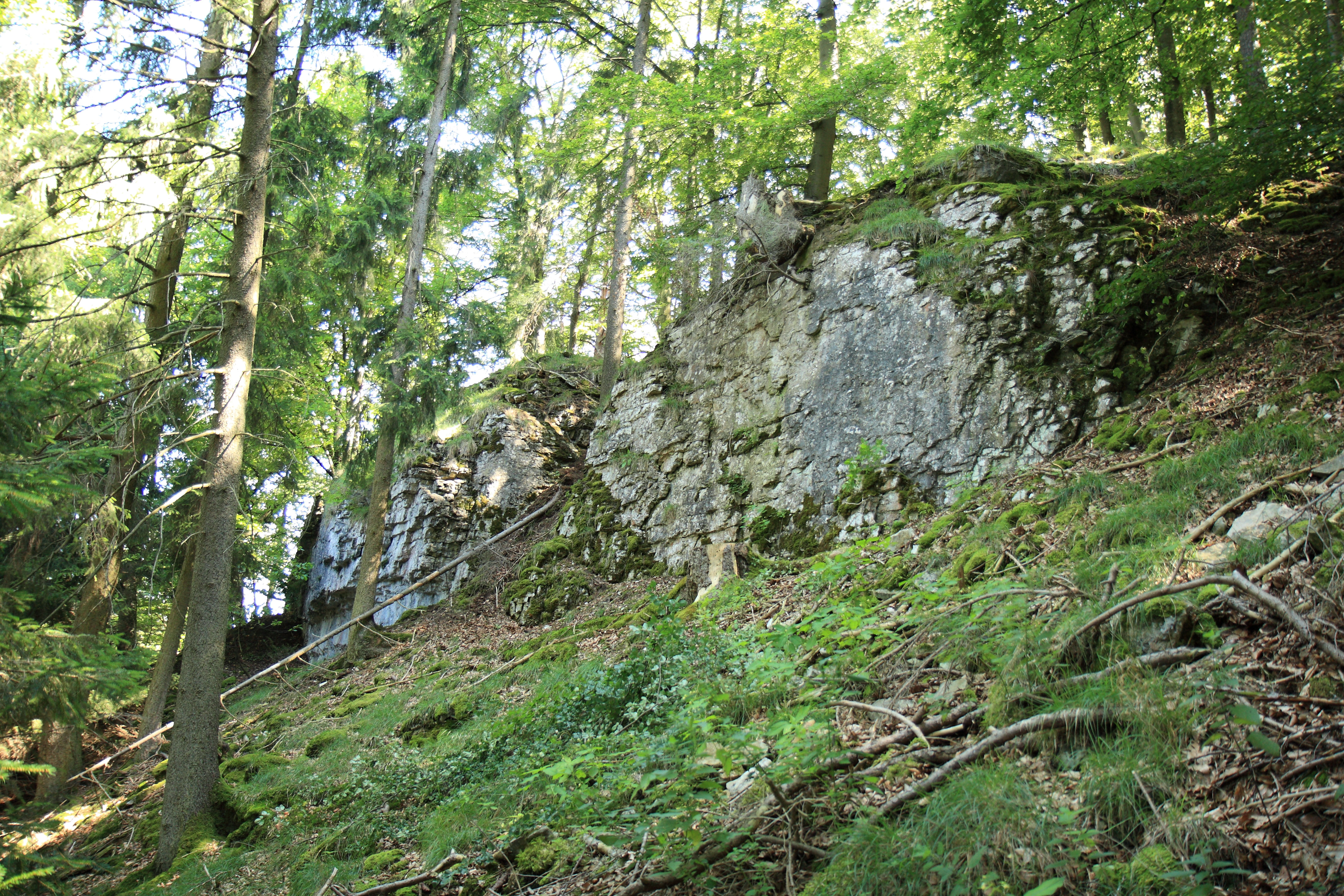
Bild 9: Steilabfall des Burgfelsens an der westlichen Seite des Burgplatzes